# Imidsäureester

Struktur von Imidsäureestern (Imidate)

Imidsäureester (alternative Bezeichnungen: Imidate, Carboximidate, Imidester, Imidoester, Iminoester, Iminoether) sind eine Stoffgruppe chemischer Verbindungen, die die funktionelle Gruppe R1–C(=NH)(–OR2) enthalten. Diese Verbindungen leiten sich von den Imidsäuren ab, einer tautomeren Form der Carbonsäureamide. Die Imidsäureester reagieren basisch und bilden mit Säuren Salze.

## Darstellung
Die Imidsäureester können aus Nitrilen durch Addition von Alkoholen in Gegenwart von wasserfreiem Chlorwasserstoff und anschließender Deprotonierung des als Zwischenprodukt gebildeten Hydrochlorids mit einer schwachen Base – beispielsweise Natriumhydrogencarbonat  – hergestellt werden (Pinner-Reaktion):
Alternative Darstellungswege für Imidsäureester sind:
- die O-Alkylierung von Amiden mit Oxonium-Tetrafluoroborat-Salzen.[4]
- die Umsetzung einwertiger Phenole mit Nitrilen unter den Bedingungen der Houben-Hoesch-Reaktion.[5]
- N-substituierte Imidsäureester erhält man durch Umsetzung von Amino-Aromaten oder Amino-Heteroaromaten mit Orthocarbonsäureestern.
- Cyclische Imidsäureester – beispielsweise 2-Oxazolin (4,5-Dihydro-1,3-oxazol) – erhält man durch Umsetzung von Aminoalkoholen mit Carbonsäuren, bzw. Carbonsäurechloriden unter Wasserabspaltung (Beispiel:2-Ethyl-2-oxazolin).

## Eigenschaften
Unter neutralen Bedingungen sind Imidsäureester gegenüber Wasser relativ stabil. Beim Erhitzen von Arylimidsäureestern bilden sich die N,N-Diarylamide (Chapman-Umlagerung). Durch Umsetzung von Imidsäureester-Hydrochloriden mit wasserfreiem Ammoniak erhält man Amidine.
Beispiel:
Mit Metallhydriden oder komplexen Hydriden, wie Natriumborhydrid, lassen sich N-substituierte Imidsäureester zu sekundären bzw. tertiären Aminen reduzieren.
Beispiel: